# Андреев, Юрий Иванович
Ю́рий Ива́нович Андре́ев (р. 17 ноября 1936 года, село Задорное, Ленинградская область — 4 мая 2018 года, Петрозаводск) — театральный актёр, режиссёр, драматург, Заслуженный артист Карельской АССР (1965), Народный артист Карельской АССР (1986).

## Биография
В 1947 году семья переехала в Карелию.
Свою трудовую деятельность начал в шестнадцать лет актёром-кукловодом в Петрозаводском театре кукол в 1953 году, после окончания Шуйской семилетней школы.
В 1965 году окончил Высшие режиссёрские курсы при ГИТИСе (педагог — С. В. Образцов) по специальности «режиссёр театра кукол». Его дипломный спектакль «Вредный витамин» многие годы занимал почётное место в репертуаре театра.
За полвека работы в театре Ю. И. Андреевым сыграно более 350 ролей.
Одна из его режиссёрских работ — «Карельский сувенир» — была поставлена в 1974 году в Финляндии, в 1982 году в ГДР.
В 1981— 1991 годах — главный режиссёр Петрозаводского театра кукол, поставил более 50 спектаклей.
Юрий Андреев являлся членом Международного союза деятелей театра кукол (UNIMA) с 1979 года, награждён знаком «Отличник работы Министерства культуры СССР».
В 1994 году Ю. И. Андреев вышел на пенсию, руководил детским самодеятельным театром кукол «Синяя птица».
Проживал в посёлке Шуя под Петрозаводском.
Умер 4 мая 2018 года в Республиканской больнице Петрозаводска после продолжительной болезни. Похоронен на Сулажгорском кладбище Петрозаводска.

## Сочинения
- Андреев Ю. И. Наш театр кукол. — Петрозаводск, 1971 — 27 с.: ил.